# Zgarb rogaty
Zgarb rogaty (Centrotus cornutus) – gatunek  pluskwiaka z rodziny zgarbowatych (Membracidae), owad o bardzo charakterystycznej budowie ciała.

## Opis

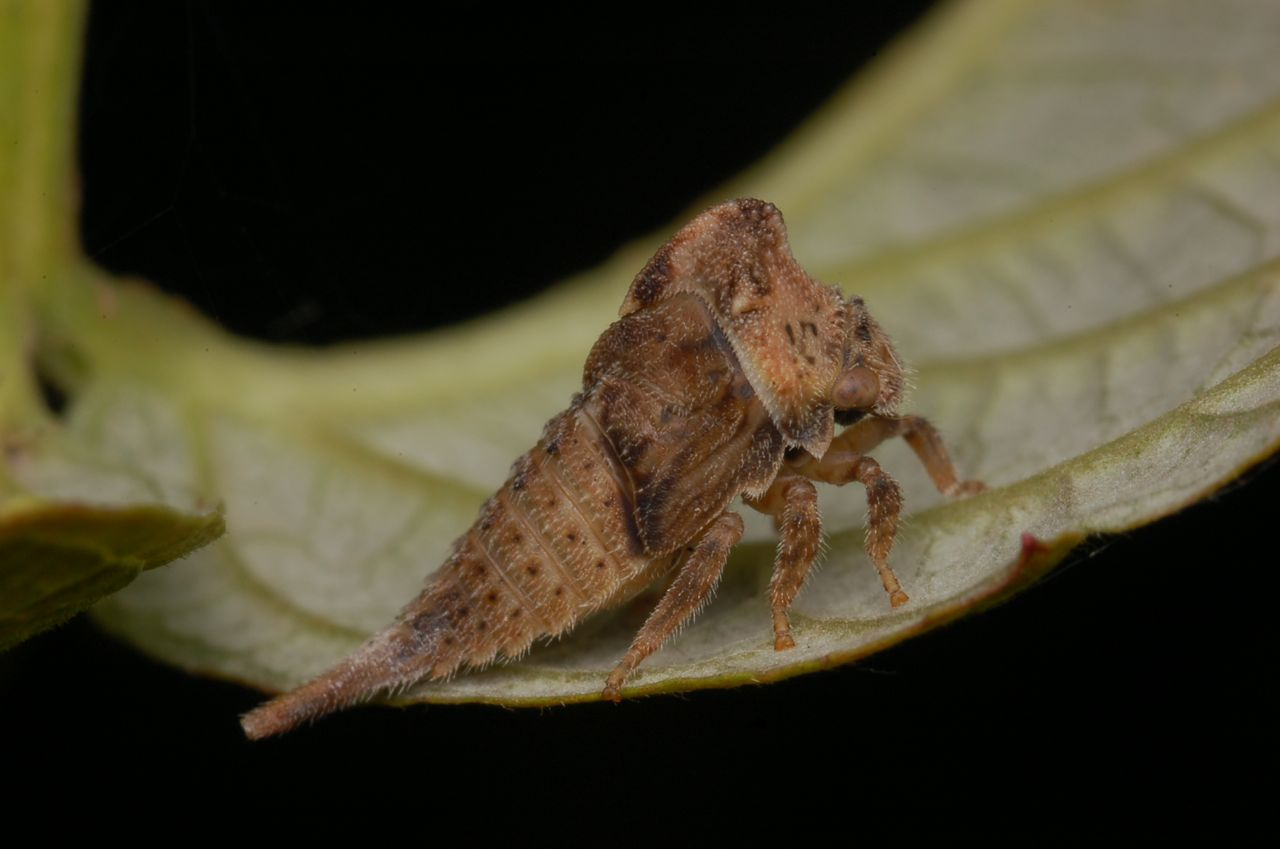
Larwa

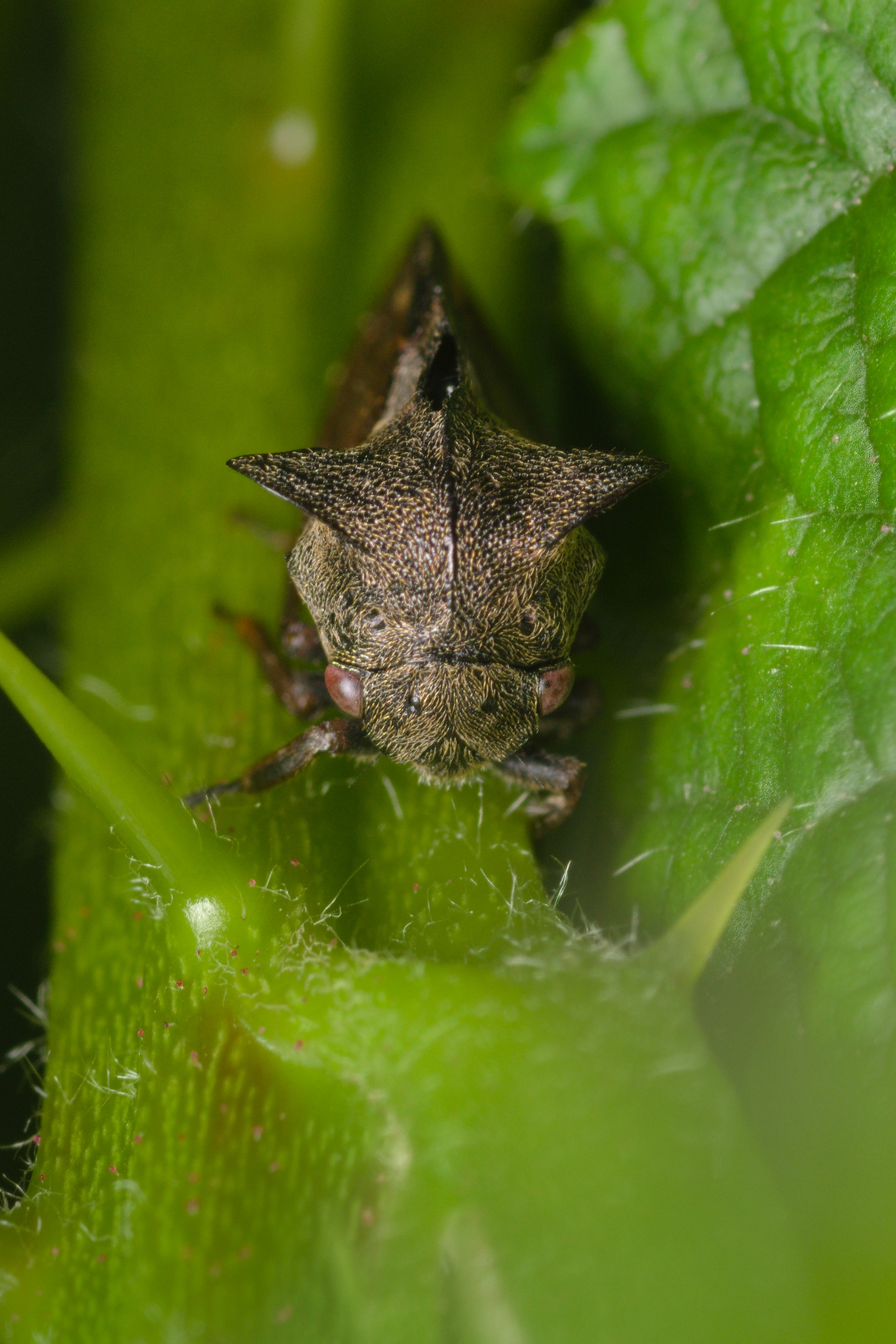
Imago, widok od frontu

Ciało długości 7-8 mm, ciemnobrunatne, pokryte białawymi włoskami. Bardzo charakterystyczne silnie rozrośnięte przedplecze z 3 wyrostkami (garbami). Owad posiada aparat gębowy kłująco-ssący, za pomocą którego odżywia się, wysysając soki z roślin.

## Pokarm
Spotykany jest na roślinach z rodzajów Cirsium, Carduus, Urtica (larwy) oraz Populus, Quercus, Rubus (osobniki dorosłe). Jako szkodnik nie ma dużego znaczenia.

## Biologia
Samica składa po kilka jaj na łodydze roślin zielnych. Wylęgające się larwy żerują na tych roślinach. Osobniki dorosłe pobierają pokarm z roślin krzewiastych i drzewiastych. Składanie jaj przez samicę zgarba rogatego ma miejsce w końcu czerwca i na początku lipca. W temperaturze 20±1 °C embriogeneza u tego owada trwa średnio 30 dni, a rozwój pierwszych larw 36±2,4 dni. Ontogeneza zgarba rogatego mieści się w zakresie 15,5±4-6 miesięcy, ponieważ larwy zimują dwukrotnie: najpierw trzecie, a później piąte stadium larwalne. Za przyczynę wydłużonego cyklu życiowego owada uważa się rosnącą konkurencję wewnątrzgatunkową, co zwiększa prawdopodobieństwo życia w przegęszczonej populacji. 

## Występowanie
Zgarb rogaty występuje w całej Europie, Azji Mniejszej, na Zakaukaziu, w Kazachstanie oraz w zachodniej i środkowej Syberii.

## Ciekawostki
Niektóre gatunki z rodziny zgarbowatych charakteryzują się ciekawymi zachowaniami behawioralnymi, jak opieka rodzicielska nad jajami i nimfami czy porozumiewanie się przy pomocy sygnałów akustycznych. Nie dotyczy to jednak rodzimych zgarbów rogatych.